# Agonum palustre
Agonum palustre är en skalbaggsart som beskrevs av Henri Goulet. Agonum palustre ingår i släktet Agonum och familjen jordlöpare. Inga underarter finns listade i Catalogue of Life.